# Max Raebel
Max Raebel  (* 8. Januar 1874 in Bielefeld; † 19. August 1946 in Eisenach) war ein deutscher Komponist, Maler, Skandinavienkenner und Polarreisender.

## Leben
Als Kind eines Cellisten und einer Musiklehrerin besaß Max Raebel eine musikalische Begabung, er trat bereits mit neun Jahren als Klavierspieler vor Publikum auf und erhielt eine Ausbildung an der Weimarer Musikschule. Als Pianist lebte er von 1893 bis 1900 in Schweden und von 1900 bis 1914 in Norwegen, wo er zwischen 1903 und 1905 als Kapellmeister, danach als Musiklehrer in Trondheim arbeitete und im Stile der Volksmusik der nordischen Länder komponierte. Er lernte 1896 Edvard Grieg kennen und blieb ihm zeitlebens verbunden. Leider zerstörte ein Hotelbrand 1917 viele seiner Musikalien.
Bereits als Jugendlicher war Raebel, der seit etwa 1879 in Eisenach wohnte, begeisterter Extremsportler. Von robuster Konstitution, suchte Bestätigung in Langstreckentouren. 1891 absolvierte er in 2½ Tagen einen Marsch von Weimar nach Münster – 327 km. Im Winter 1892/1893 war er der erste Skiläufer, der von Eisenach zum Großen Inselsberg aufstieg. 1897 wagte er in Schweden im Alleingang eine Skitour über 420 km in sieben Tagen. 1913 bezwang er den Rennsteig – 168,3 km – in voller Länge in 42 Stunden, 21 Minuten – der Rekord wurde erst 1993 gebrochen. Als Pionier nordischer Sportarten führte er das Skisegeln in der Rhön ein und war Mitbegründer des Eisenacher Skiclubs. Die von ihm angeregte Ruhlaer Skihütte wurde 1932 am Rennsteig erbaut und eingeweiht.
Seine körperliche Robustheit gestattete Raebel zahlreiche Ausflüge in die norwegische Wildnis und später auch in die arktische Inselwelt. Zwischen 1908 und 1913 reiste er sechs Mal nach Spitzbergen und führte geologische, kartographische, glaziologische, meteorologische und botanische Untersuchungen durch. Seine präzise Kenntnis der Wetterbedingungen dieser Gegend verschaffte ihm 1910 die Bekanntschaft mit Ferdinand Graf von Zeppelin, der eine Luftschiff-Expedition in der Region Spitzbergen plante.
Auf seinen Reisen, die ihn auch nach Island 1901, 1928 und 1930, zum Nordkap, das er 14 mal aufsuchte, und auf die entlegenen Färöer-Inseln 1928 führten, sammelte er viel Material und Erkenntnisse, die ihm in der Heimat Reisereportagen und Diavorträge ermöglichten. Raebel sprach verschiedene skandinavischen Sprachen, beschäftigte sich mit der Geschichte der nordischen Völker und schickte Reiseberichte und Reportagen an deutsche Zeitungen.
Raebels entwickelte eine Technik, die Lichtphänomene des Polarlichts zeichnerisch darzustellen. In Norwegen und Deutschland wurde er so auch als „der Nordlichtmaler“ bekannt.
Nach dem Ende des Ersten Weltkrieges lebte er in Eisenach, besuchte jedoch jährlich Norwegen, wo er an den dortigen Volkshochschulen Vorträge über seine Reisen und seine Heimat Deutschland hielt. Da ihm weder seine Kompositionen noch seine Vortragstätigkeit ein ausreichendes Einkommen sichern konnten, verarmte er. 1931 erschien ein Aufruf in der Eisenacher Presse, ihm mit Spenden ein Auskommen in der Heimat zu ermöglichen. Er musste in Eisenach nun ein sehr bescheidenes Leben führen. Gelegentliche Sendungen im Rundfunk und Presseartikel über seine Reisen halfen ihm nur bedingt. Heinrich Alexander Winkler, ein Schriftsteller und Freund aus Jugendtagen, unterstützte ihn nach Kräften. Raebel trat zum 1. Oktober 1932 der NSDAP bei (Mitgliedsnummer 1.344.679). Mit seinem Tun nach 1933 stellte er sich auch in den Dienst des Nationalsozialismus. So komponierte er 1933 die Hymne „Deutschlands neues Lied“, die er Adolf Hitler widmete. Sein op. 47 „Thema mit Variationen“ widmete Raebel Joseph Goebbels.
Zum Ende des Krieges hin verschlechterte sich seine Gesundheit zusehends. Er starb 1946 in einem Eisenacher Krankenhaus.
Seine musikalische Schöpfung umfasst 49 größere Werke und zahlreiche Einzelkompositionen, die jedoch mit wenigen Ausnahmen ungedruckt blieben.

## Schriften
- [Max Raebel]: Nordlys i billeder og tekst. Med Forord af Theodor Caspari, Trondhjem 1909
- Max Raebel: Anleitung zum Zurechtfinden im Gelände. Richtiger Gebrauch von Karte und Kompass. Mit 7 Zeichnungen und einer Karte über die magnetische Deklination in Deutschland. Selbstverlag, Eisenach 1915
- Max Raebel: Raebels Rhönführer. Der Skisport in der Rhön. Vom Ellenbogen bis zum Dammersfeld. Mit einer Spezialkarte für Skiläufer, vier Bilder und zwei topographischen Skizzen. Bearb. und hrsg. von Dr. Heinrich Alexander Winkler, Selbstverlag, Eisenach 1928